# Постоянная Больцмана
| Численное значение   | Единица |
| -------------------- | ------- |
| 1,380 649⋅10−23      | Дж·К−1  |
| 1,380 649⋅10−16      | эрг·К−1 |
| 8,617 333 262… ⋅10−5 | эВ·К−1  |

Постоя́нная Бо́льцмана ({\displaystyle k} или {\displaystyle k_{\rm {B}}}) — физическая постоянная, определяющая связь между температурой и энергией. Названа в честь австрийского физика Людвига Больцмана, внёсшего большой вклад в статистическую физику, в которой эта постоянная играет ключевую роль. Её значение в Международной системе единиц СИ согласно изменениям определений основных единиц СИ точно равно
k = 1,380 649 · 10−23 Дж/К.
В системе единиц Планка постоянная Больцмана выбрана в качестве одной из основных единиц системы.
Универсальная газовая постоянная определяется как произведение постоянной Больцмана и числа Авогадро, {\displaystyle R=kN_{\mathrm {A} }}. Газовая постоянная более удобна, когда число частиц задано в молях.

## Связь между температурой и энергией
В однородном идеальном газе, находящемся при абсолютной температуре {\displaystyle T}, энергия, приходящаяся на каждую поступательную степень свободы, равна, как следует из распределения Максвелла, {\displaystyle kT/2}. При комнатной температуре (300 К) эта энергия составляет 2,07 · 10−21 Дж, или 0,012926 эВ. В одноатомном идеальном газе каждый атом обладает тремя степенями свободы, соответствующими трём пространственным осям, что означает, что на каждый атом приходится энергия в {\displaystyle {\frac {3}{2}}kT}.
Зная тепловую энергию, можно вычислить среднеквадратичную скорость атомов, которая обратно пропорциональна квадратному корню атомной массы. Среднеквадратичная скорость при комнатной температуре изменяется от 1370 м/с для гелия до 240 м/с для ксенона. В случае молекулярного газа ситуация усложняется, например, двухатомный газ имеет 5 степеней свободы — 3 поступательных и 2 вращательных (при низких температурах, когда не возбуждены колебания атомов в молекуле и не добавляются дополнительные степени свободы).

## Определение энтропии
Энтропия термодинамической системы определяется как величина, пропорциональная натуральному логарифму от числа различных микросостояний {\displaystyle Z}, соответствующих данному макроскопическому состоянию (например, состоянию с заданной полной энергией).
{\displaystyle S=k\ln Z.}
Коэффициент пропорциональности {\displaystyle k} и есть постоянная Больцмана. Это выражение, определяющее связь между микроскопическими ({\displaystyle Z}) и макроскопическими состояниями ({\displaystyle S}), выражает центральную идею статистической механики.

## Фиксация значения
XXIV Генеральная конференция по мерам и весам, состоявшаяся 17—21 октября 2011 года, приняла резолюцию, в которой, в частности, было предложено будущую ревизию Международной системы единиц произвести так, чтобы зафиксировать значение постоянной Больцмана, после чего она будет считаться определённой точно. В результате должно было выполняться точное равенство k = 1,380 6X⋅10−23 Дж/К, где Х заменяет одну или более значащих цифр, которые должны были быть определены в дальнейшем на основании наиболее точных рекомендаций CODATA.
Такая фиксация была связана со стремлением переопределить единицу термодинамической температуры кельвин, связав его величину со значением постоянной Больцмана.